# ヴァルヴァゾーネ
ヴァルヴァゾーネ（イタリア語: Valvasone）は、イタリア共和国フリウリ＝ヴェネツィア・ジュリア州ポルデノーネ県にあった基礎自治体（コムーネ）。
かつては独立したコムーネであったが、2015年1月1日にアルゼネと合併してヴァルヴァゾーネ・アルゼネの一部となった。

## 地理

### 位置・広がり
ポルデノーネ県南東部に位置する。ヴァルヴァゾーネの集落は、県都ポルデノーネの東北東約17km、ウーディネの西南西約30km、ヴェネツィアの北東約75km、州都トリエステの北西約80mに位置する。

#### 隣接コムーネ
コムーネとしてのヴァルヴァゾーネは、以下のコムーネと隣接していた。括弧内のUDはウーディネ県所属を示す。
- アルゼネ
- カザルサ・デッラ・デリーツィア
- コドローイポ (UD)
- サン・マルティーノ・アル・タリアメント
- サン・ヴィート・アル・タリアメント
- セデリアーノ (UD)

## 文化・観光
「イタリアの最も美しい村」加盟コムーネであった。合併後は、ヴァルヴァゾーネ・アルゼネがメンバーシップを受け継いでいる。